# Nordheim (Grabfeld)
Nordheim ist ein Dorf im südlichen Landkreis Schmalkalden-Meiningen in Thüringen. Seit dem 1. Dezember 2007 ist die ehemals politisch selbständige Gemeinde ein Ortsteil der Gemeinde Grabfeld.

## Geografie
Nordheim liegt im südthüringischen Grabfeld.

## Geschichte
Erstmals wurde Nordheim im Jahr 774 erwähnt. Der Ort schützte sich  mit einer Mauer und Graben um das ganze Dorf. Drei Torhäuser gewährten Zugang. Außerdem gab es eine Burg und eine befestigte Kirche. Die inmitten des Dorfes gelegene Burg war Vorgängerbau  des späteren Wasserschlosses. Seit 1360 sind die Herren von Stein urkundlich als Herren des Ortes nachgewiesen. Sie bauten über die Reichsritterschaft eine bis zum Reichsdeputationshauptschluss 1803 relativ autonome Kleinherrschaft auf.
Im Jahr 1808 einigten sich das Herzogtum Sachsen-Meiningen und das Großherzogtum Würzburg auf einen Gebietstausch: die sächsischen Lehen Filke, Neustädtles, Sands, Völkershausen und Willmars kamen an Würzburg, die Würzburger Lehen Berkach, Gleicherwiesen und Nordheim/Grabfeld gingen wie die gemischten Lehen Bibra und Walldorf an Sachsen-Meiningen. Nordheim gehörte seitdem zum Amt Maßfeld im Herzogtum Sachsen-Meiningen.
Seit 1920 gehört der Ort zum Freistaat Thüringen. 1945 wurden das Wasserschloss und Teile der Ortsbefestigung zerstört.

## Politik

### Ortsteilrat
Der Ortsteilrat Nordheim setzt sich aus fünf Ratsfrauen und Ratsherren zusammen.
- FW 4 Sitze
- DRK 2 Sitze

(Stand: Kommunalwahl am 27. Juni 2004)

### Ortsteilbürgermeister
Letzte ehrenamtliche Bürgermeisterin vor der Eingemeindung war die im Jahr 2004 gewählte Veronika Anding. Nachdem sie zum 1. Mai 2007 zurückgetreten war, übte die parteilose Gita Weyhrauch als Stellvertreterin das Amt bis zur Eingemeindung am 1. Dezember 2007 aus. Gegenwärtiger Ortsteilbürgermeister ist Harald Schöppach. Dieser ist auch Mitglied im Gemeinderat der Gemeinde Grabfeld (Parteilos). Er übt das Amt des 3. Bürgermeisters der Gemeinde Grabfeld aus.

## Kultur und Sehenswürdigkeiten
- Heimatmuseum
- Rat- und Backhaus
- Wehrkirche

Ansichten von Nordheim

## Persönlichkeiten
- Carl von Stein (1626–1675), Jurist und Kanzler des Markgrafen von Bayreuth
- Friedrich Georg von Stein (1769–1851), Offizier und Gutsbesitzer